# Elsa Cayatová
Elsa Cayatová (nepřechýleně Cayat; 9. března 1960 – 7. ledna 2015) byla francouzská psychoanalytička, publicistka a psychiatrička. Byla autorkou několika publikací o sexualitě. Roku 2007 napsala knihu Le désir et la putain pojednávající o problémech mužské sexuality, jejímž spoluautorem byl novinář Antonio Fischetti. Byla zastřelena v lednu 2015 při útoku na redakci časopisu Charlie Hebdo ve věku čtyřiapadesáti let; byla jedinou ženou mezi dvanácti oběťmi těchto útoků. Do tohoto magazínu přispívala dvakrát měsíčně. Pocházela z židovské rodiny.